# En värld utan medlidande
En värld utan medlidande (franska: Un monde sans pitié) är en fransk romantisk komedi från 1989 i regi av Éric Rochant.

## Utmärkelser
Filmen vann Louis Delluc-priset 1989.

## Roller (urval)
- Hippolyte Girardot – Hippo
- Mireille Perrier – Nathalie
- Yvan Attal – Halpern
- Jean-Marie Rollin – Xavier
- Cécile Mazan – Francine
- Aline Still – mamman
- Paul Pavel – pappan
- Anne Kessler – Adeline